# HMS Arkö (M57)
HMS Arkö (M57) var en minsvepare i svenska flottan. Hon var typfartyg för en serie på 12 fartyg. Hon var namngivare till Arkö-klassen. De var byggda i trä för att vara omagnetiska och därigenom kunna svepa magnetminor. Skroven bestod av tre skikt av furuplankor som var diagonalt limmade till varandra. 
Större magnetiska komponeneter som kanon och motorer var försedda med elektriska kompensationsslingor som motverkade deras inverkan på det jordmagnetiska fältet.
Fartyget såldes till ny ägare på Filippinerna år 1996.

HMS Arkös vapen